# Mary Treen
Pour les articles homonymes, voir Treen.

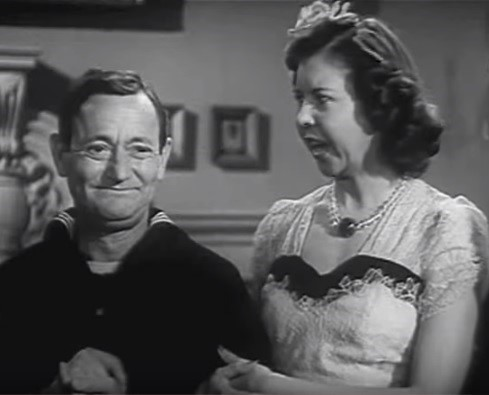
Avec Roscoe Karns, dans The Navy Way (1944)

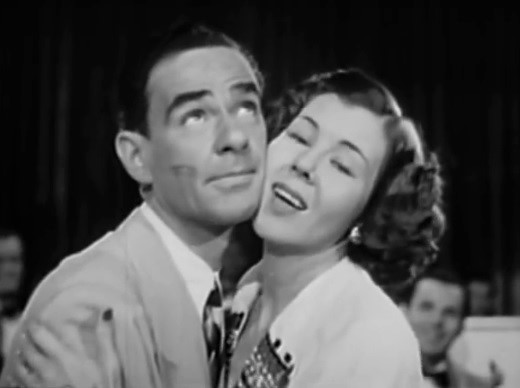
Avec Will Osborne, dans Swing Parade of 1946 (1946)

Mary Louise Summers, née le 27 mars 1907 à Saint-Louis (Missouri) et morte le 20 juillet 1989 à Newport Beach (Californie), est une actrice américaine, connue sous le nom de scène de Mary Treen.

## Biographie
Après des débuts au théâtre notamment dans des revues et vaudevilles, Mary Treen contribue au cinéma à cent-soixante-cinq films américains, depuis Nuits viennoises d'Alan Crosland (1930, avec Alexander Gray et Jean Hersholt) jusqu'à Goodbye, Franklin High (en) de Mike McFarland (1978, avec Julie Adams et William Windom).
Entretemps, mentionnons On lui donna un fusil de W. S. Van Dyke (1937, avec Spencer Tracy et Gladys George), La vie est belle de Frank Capra (1946, avec James Stewart et Donna Reed), Cette sacrée famille de Norman Taurog (1952, avec Cary Grant et Betsy Drake), Il a suffi d'une nuit de Joseph Anthony (1961, avec Dean Martin et Shirley MacLaine), ou encore L'Homme le plus fort du monde de Vincent McEveety (son avant-dernier film, 1975, avec Kurt Russell et Joe Flynn).
À la télévision américaine, hormis un téléfilm de 1983 (son dernier rôle à l'écran), elle apparaît dans cinquante séries à partir de 1949, dont Bonanza (deux épisodes, 1961-1962), Happy Days (un épisode, 1975) et L'Homme qui tombe à pic (sa dernière série, un épisode, 1981).

## Filmographie partielle

### Cinéma
- 1930 : Nuits viennoises (Viennese Nights) d'Alan Crosland : une jeune femme choquée dans la rue
- 1932 : Crooner de Lloyd Bacon : une admiratrice de Teddy
- 1935 : Ne pariez pas sur les blondes (Don't Bet on Blondes) de Robert Florey : la secrétaire d'Owen
- 1935 : Je vis pour aimer (I Live for Love) de Busby Berkeley : Clementine
- 1935 : Les Hors-la-loi (« G » Men) de William Keighley : la secrétaire de Gregory
- 1935 : Sixième Édition (Front Page Woman) de Michael Curtiz : une infirmière
- 1935 : Amis pour toujours (Shipmates Forever) de Frank Borzage : l'amie de « Cowboy »
- 1935 : The Case of the Lucky Legs d'Archie Mayo
- 1935 : Femmes d'affaires (Traveling Saleslady) de Ray Enright : Mlle Wells
- 1935 : La Femme traquée (I Found Stella Parish) de Mervyn LeRoy : la sœur sanglotant
- 1935 : L'Intruse (Dangerous) d'Alfred E. Green : l'infirmière Huree
- 1936 : La Flèche d'or (The Golden Arrow) d'Alfred E. Green : la secrétaire de Daisy
- 1936 : En scène (en) (Stage Struck) de Busby Berkeley : Mme Warren
- 1937 : J'ai deux maris (Second Honeymoon) de Walter Lang : Elsie
- 1937 : La Loi de la forêt (God's Country and the Woman) de William Keighley : Mlle Flint
- 1937 : Bataille de dames (Ever Since Eve) de Lloyd Bacon : une employée
- 1937 : On lui donna un fusil (They Gave Him a Gun) de W. S. Van Dyke : Saxe
- 1937 : Le Rescapé (en) (The Go Getter) de Busby Berkeley : Mme Blair
- 1937 : Le Démon sur la ville (Maid of Salem) de Frank Lloyd : Susy Abbott
- 1937 : Monsieur Dodd prend l'air (Mr. Dodd Takes the Air) d'Alfred E. Green : une admiratrice
- 1938 : Adieu pour toujours (Always Goodbye) de Sidney Lanfield : la fiancée d'Al
- 1938 : Les Pirates du micro (Kentucky Moonshine) de David Butler : « Sugar » Hatfield
- 1939 : Premier Amour (First Love) de Henry Koster : Agnes
- 1939 : Veillée d'amour (When Tomorrow Comes) de John M. Stahl : une serveuse
- 1939 : Place au rythme (Babes in Arms) de Busby Berkeley : une réceptionniste
- 1940 : Kitty Foyle (Kitty Foyle: The Natural History of a Woman) de Sam Wood : Pat Day
- 1940 : Danger on Wheels de Christy Cabanne : Esme
- 1940 : Les Bas-fonds de Chicago (Queen of the Mob) de James Patrick Hogan : l'infirmière de Billy
- 1941 : La Belle Ensorceleuse ('The Flame of New Orleans) de René Clair : une invitée de la fête
- 1941 : Papa se marie (Father Takes a Wife) de Jack Hively : une secrétaire
- 1941 : Tu m'appartiens (You Belong to Me) de Wesley Ruggles : Doris
- 1942 : Embrassons la mariée (They All Kissed the Bride) d'Alexander Hall : Susie Johnson
- 1942 : La Folle Histoire de Roxie Hart (Roxie Hart) de William A. Wellman : une secrétaire
- 1942 : The Night Before the Divorce de Robert Siodmak : Olga
- 1942 : L'Inspiratrice (The Great Man's Lady) de William A. Wellman : Persis
- 1942 : Croisière mouvementée (Ship Ahoy) d'Edward Buzzell : une infirmière
- 1942 : Le Fruit vert (Between Us Girls) de Henry Koster
- 1943 : L'Irrésistible Miss Kay (The Powers Girl) de Norman Z. McLeod : Nancy
- 1943 : Hit Parade of 1943 d'Albert S. Rogell : Janie
- 1943 : Mystery Broadcast de George Sherman
- 1943 : Les Anges de miséricorde ou Celles que fiers nous saluons (So Proudly We Hail!) de Mark Sandrich : Lieutenant Sadie Schwartz
- 1943 : They Got Me Covered de David Butler
- 1943 : Perdue sous les tropiques (Flight for Freedom) de Lothar Mendes : une vendeuse de journaux
- 1943 : Remerciez votre bonne étoile (Thank Your Lucky Stars) de David Butler : une admiratrice
- 1944 : Casanova le petit (Casanova Brown) de Sam Wood : Monica Case
- 1944 : The Navy Way de William Berke : Agnes
- 1945 : Don Juan Quilligan de Frank Tuttle : Lucy Blake
- 1945 : She Wouldn't Say Yes d'Alexander Hall : passagère du train
- 1946 : Strange Impersonation d'Anthony Mann : l'infirmière bavarde
- 1946 : La vie est belle (It's a Wonderful Life) de Frank Capra : Cousine Tilly
- 1946 : From This Day Forward de John Berry : Alice Beesley
- 1946 : Swing Parade of 1946 de Phil Karlson : Marie Finch
- 1948 : La Fosse aux serpents (The Snake Pit) d'Anatole Litvak : l'infirmière Jones
- 1948 : Vivons un peu (Let's Live a Little) de Richard Wallace
- 1949 : C'est moi le papa (And Baby Makes Three) d'Henry Levin : Mme Bennett
- 1950 : En plein cirage (The Fuller Brush Girl) de Lloyd Bacon : une vendeuse de magazines
- 1952 : La Polka des marins (Sailor Beware) d'Hal Walker : Ginger
- 1952 : Cette sacrée famille (Room for One More) de Norman Taurog : Grace Roberts
- 1952 : Le Cabotin et son compère (The Stranger) de Norman Taurog : Mme Regan
- 1952 : Un grand séducteur (Dreamboat) de Claude Binyon : une cliente du bar
- 1953 : Remarions-nous (Let's do it again) d'Alexander Hall : Nelly
- 1955 : Pavillon de combat (The Eternal Sea) de John H. Auer
- 1956 : Le Bébé de Mademoiselle (Bundle of Joy) de Norman Taurog : l'infirmière en chef
- 1956 : Millionnaire de mon cœur (The Birds and the Bees) de Norman Taurog : Mme Burnside
- 1956 : Down Liberty Road de Harold D. Schuster
- 1957 : Un pigeon qui pige (Public Pigeon No. 1) de Norman Z. McLeod : Mme Bates
- 1957 : Le Pantin brisé (The Joker Is Wild) de Charles Vidor : Heckler
- 1957 : P'tite Tête de troufion (The Sad Sack) de George Marshall : Sergent Hansen
- 1958 : Trois Bébés sur les bras (Rock-a-By Baby) de Frank Tashlin : une infirmière
- 1959 : Tiens bon la barre, matelot (Don't Give Up the Ship) de Norman Taurog : une mère à la noce
- 1959 : En lettres de feu (Career) de Joseph Anthony : Marie
- 1961 : Le Zinzin d'Hollywood (The Errand Boy) de Jerry Lewis : la caissière en chef
- 1961 : Il a suffi d'une nuit (All in a Night's Work) de Joseph Anthony : Mlle Schuster
- 1961 : Le troisième homme était une femme (Ada) de Daniel Mann : une membre du club
- 1961 : L'Américaine et l'Amour (Bachelor in Paradise) de Jack Arnold : Mme Bruce Freedman
- 1962 : Des filles... encore des filles (Girls! Girls! Girls!) de Norman Taurog : Mme Figgot
- 1963 : L'Idole d'Acapulco (Fun in Acapulco) de Richard Thorpe : Mme Stevers
- 1963 : Un chef de rayon explosif (Who's Minding the Store?) de Frank Tashlin : une cliente du rayon matelas
- 1966 : Paradis hawaïen (Paradise, Hawaiian Style) de Michael D. Moore : Mme Belden
- 1975 : L'Homme le plus fort du monde (The Strongest Man in the World) de Vincent McEveety : Mercedes

### Télévision
(séries)

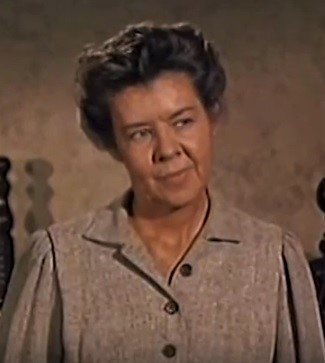
Dans la série Bonanza,
épisode Tuer pour vivre (1961)

- 1960 : La Grande Caravane (Wagon Train)
  - Saison 3, épisode 29 Trial for Murder (Part I) de Virgil W. Vogel : Bessie Treymore
- 1960 : Denis la petite peste (Dennis the Menace)
  - Saison 2, épisode 6 Man of the House de William D. Russell : la cuisinière
- 1961 : Texas John Slaughter
  - Saison 3, épisode 2 A Holster Full of Law de James Neilson et épisode 3 A Trip to Tucson de James Neilson : la propriétaire du magasin de robes
- 1961-1962 : Bonanza
  - Saison 2, épisode 17 Tuer pour vivre (The Spitfire, 1961) : Mme Shaughnessy
  - Saison 3, épisode 33 La Montagnarde (The Mountain Girl, 1962) de Don McDougall : Annie Wilson
- 1962 : Adèle (Hazel)
  - Saison 1, épisode 27 Three Little Cubs de William D. Russell : l'infirmière
- 1965 : Perry Mason
  - Saison 9, épisode 13 The Case of the Baffling Bug de Vincent McEveety : Bess
- 1966 : Les Arpents verts (Green Acres)
  - Saison 2, épisode 6 Il manque un des membres de notre assemblée (One of Our Assemblymen Is Missing) de Richard L. Bare : une opératrice téléphonique
- 1975 : Happy Days
  - Saison 3, épisode 8 Les quarante-cinq ans d'Howard (Howard's 45th Fiasco) de Jerry Paris : Mlle Prism
- 1976 : Laverne and Shirley
  - Saison 1, épisode 1 The Society Party de Garry Marshall : Nana Shotz
- 1977 : La croisière s'amuse (The Love Boat)
  - Saison 1, épisode 10 Une drôle de cuisine (Dear Beverly/The Strike/Special Delivery) d'Allen Baron : la deuxième sœur
- 1981 : Shérif, fais-moi peur (The Dukes of Hazzard)
  - Saison 4, épisode 7 La Journée des femmes (Saddie Hogg Day) de John Florea : Tante Clara Coltrane
- 1981 : L'Homme qui tombe à pic (The Fall Guy)
  - Saison 1, épisode 5 Les Anges de Colt (Colt's Angels) : la cantinière